# دارين كامبل (لاعب كرة قدم)
دارين كامبل (بالإنجليزية: Darren Campbell)‏ (16 أبريل 1986 بكامبريج في المملكة المتحدة - ) هو لاعب كرة قدم بريطاني في مركز جناح ‏. شارك مع منتخب اسكتلندا تحت 17 سنة لكرة القدم ومنتخب إنجلترا تحت 17 سنة لكرة القدم. أما مع النوادي، فقد لعب مع نادي ريدنغ ونادي تاموورث وStaines Town F.C. ‏ وCamberley Town F.C. ‏ وFleet Town F.C. ‏.

## وصلات خارجية
- دارين كامبل على موقع قاعدة بيانات كرة القدم.إي يو (الإنجليزية)
- دارين كامبل على موقع Soccerbase.com (لاعب) (الإنجليزية)